# 杰佛瑞·M·德拉任
杰佛瑞·M·德拉任（英語：Jeffrey M. Drazen，1946年5月19日—）是一位美国医学家，布莱根妇女医院医师，哈佛医学院和公共卫生学院教授，本科毕业于塔夫茨大學，2000年至2019年间担任新英格兰医学杂志（New England Journal of Medicine）總編輯。